# ГТД-1000Т

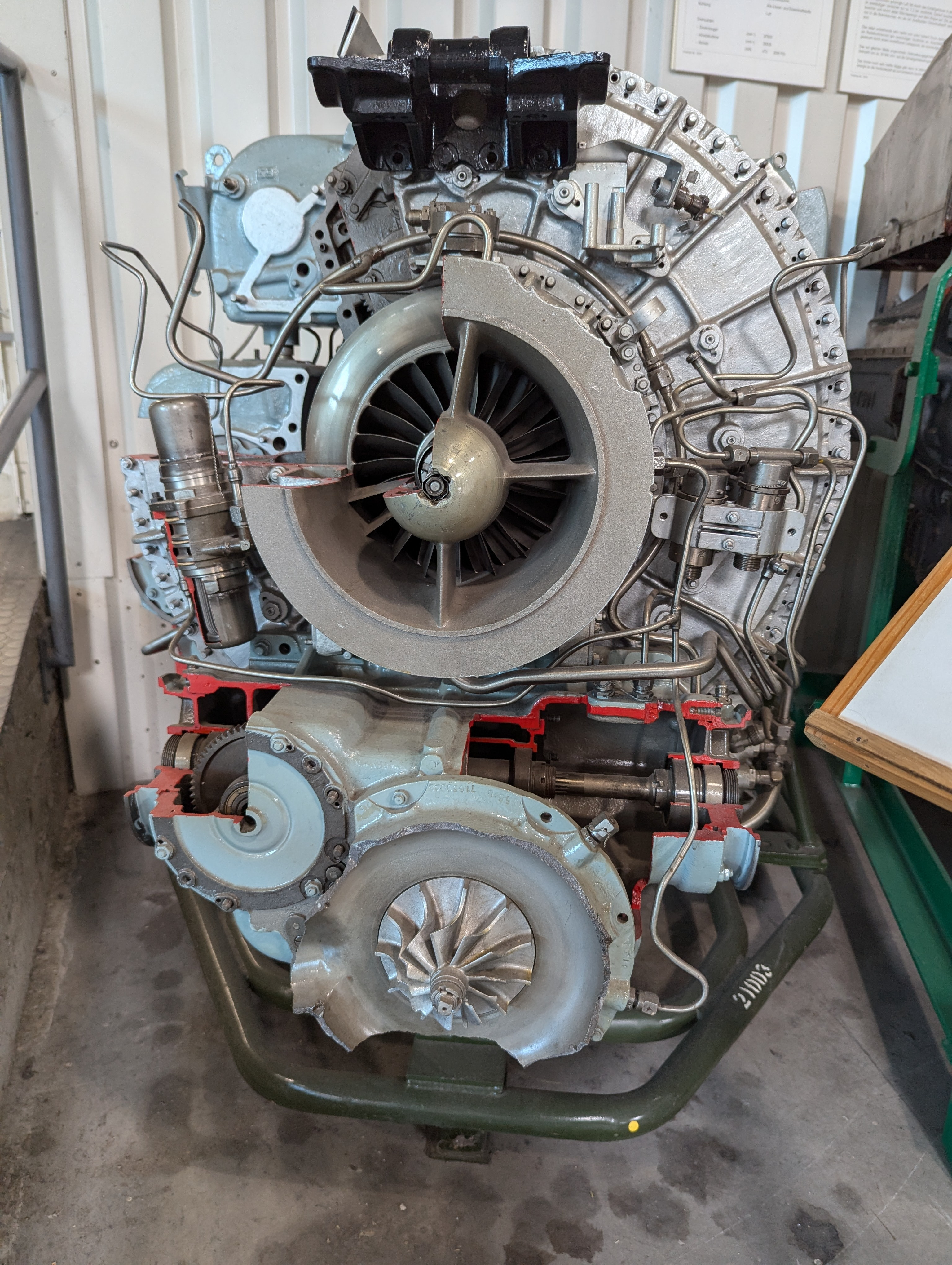
Фотографія двигуна

ГТД-1000Т — радянський танковий газотурбінний двигун (ГТД), який стояв на танках родини Т-80. Початково мав потужність 1000 к.с. (746 кВт), з 1980 року був форсований до 1100 к.с. для танка Т-80Б, а з 1990 року на Т-80У встановлювали його версію потужністю 1250 к.с. (932 кВт), її ж з 2017 використали й для Т-80БВМ.
Танк Т-80, прийнятий на озброєння 1976 року, став першим у світі серійним основним бойовим танком з ГТД в ролі основної силової установки.

## Історія

### Передумови
Ідеї створити танковий газотурбінний двигун (ГТД) з'явились ще в 1950-ті роки, коли реактивні двигуни показали свою ефективність для гелікоптерів і приваблювали конструкторів можливістю отримати велику потужність за невеликих розмірів і маси. Газотурбінний двигун мав бути схожим на реактивний двигун, енергія якого передається трансмісією на гусениці танка. Такі двигуни могли бути дуже потужними, але витрачали багато пального (приблизно втричі за порівнюваний дизельний двигун) й були чутливими до пилу, оскільки потребували багато повітря.
В СРСР перші розробки в напрямку танкових ГТД відбувались у 1948—1949 для важких танків, однак цей проєкт не задовольняв вимогам і його скасували. Впродовж 1955—1958 до цієї ідеї повернулись знову. Було створено кілька дослідних зразків ГТД, а під керівництвом Жозефа Котіна було створено й танк «Об'єкт 277». 1963 до розробок долучилось ленінградське НПО імені Клімова (ЛНПО) під керівництвом Сергія Ізотова. Було випробувано низку адаптованих вертолітних двигунів, однак вони не мали значного успіху. Низка радянських заводів представляли власні проєкти газотурбінних танків: «Об'єкт 167Т» (УВЗ), «Об'єкт 288» (ЛКЗ), «Об'єкт 775Т» (ЧТЗ), «Об'єкт 434Т» — газотурбінний варіант Т-64А з вертолітним двигуном ГТД-3ТЛ (ХКБМ).

### Створення двигуна
1968 року ЛНПО отримало доручення створити повноцінний танковий ГТД. Ізотов вирішив створювати двигун з нуля замість адаптації вертолітних двигунів, які до того пробували ставити на танки. Ті двигуни не були розраховані на тряску при їзді та навантаження під час пострілу гармати. До того ж армія потребувала двигун-моноблок, який міг би вийматись і встановлюватись у танк цілісно, разом з фільтрами, трансмісією, компресором та іншими деталями. Новий двигун отримав назву ГТД-1000Т. Вперше його поставили на танк 1969 року, а в 1970 доручили опанування серійного виробництва на Калузькому моторному заводі.
1969 року двигун ГТД-1000Т поставили на модифікований танк Т-64, знаний як «Об'єкт 219 сп. 1» (специфікація №1), а після низки дослідів з різними ходовими створили «Об'єкт 219 сп. 2», що ліг в основу майбутнього Т-80. Випробування 1972—1975 років показали суттєве покращення рухливості танка порівняно з Т-64А, однак двигун виявився ненадійним: 19 з 27 двигунів не досягли рівня 300 годин наробітку до відмови, попри технічне завдання в 500 годин. До того ж двигун мав дуже велике споживання пального, що в 1,6—1,8 раза перевищувало таке для дизельного 5ТД.

### Прийняття та виробництво
1975 року міністр оборони СРСР Андрій Гречко відмовився від серійного виробництва танка з ГТД через надмірну витрату пального та відсутність переваг у захисті щодо Т-64А. Однак, усе змінили смерть Гречка у квітні 1976 і прихід Дмитра Устинова на його посаду. Новий міністр оборони був представником військової промисловості, а не армії. Він був активним прихильником ГТД з 1960-х років і був дотичним до створення «Об'єкта 219», тому 6 серпня 1976 року цей танк було несподівано прийнято до серійного випуску як Т-80 на ЛКЗ. Численні проблеми танка (передусім — двигуна) планували усунути в ході виробництва.
Газотурбінний двигун викликав занепокоєння серед військового керівництва через його вартість і велику витрату пального. Станом на 1970 рік один лише ГТД-1000Т коштував 167 тис. рублів, тоді як цілий Т-64 коштував 174 тисячі. В серійному випуску вартість ГТД знизилась до 100 тисяч на 1980 рік.
Постанова ЦК КПРС і Ради міністрів СРСР № 577—178 від 17 липня 1977 передбачала виробництво модифікованого Т-80 з газотурбінним двигуном (ГТД) на заводі імені Малишева (ХЗТМ) з 1983 року, для чого в Харкові мали з'явитися потужності для виробництва таких двигунів. Розробку ГТД доручили ЛНПО, виробництво мав здійснювати завод Малишева, а конструювання та документація лягали на ХКБД. Передбачалось, що з 1980 року Харків буде серійно виготовляти власні газотурбінні двигуни ВГТД-1000ФМ потужністю 1250 к.с. Однак, опанування цього двигуна потребувало побудови нових цехів, підготування нових спеціалістів і часу. Харківський газотурбінний двигун ВГТД-1000ФМ не був готовий до 1983 року, тому вирішили зупинити роботи над ним і розгорнути на заводі імені Малишева освоєння форсованого двигуна ГТД-1100Ф потужністю 1200—1250, заснованого на серійному двигуні Т-80. Цей двигун був не менш проблемним для Харкова, оскільки суттєво відрізнявся від ВГТД і потребував налагодження процесу з нуля. Його приймання відбулось лише 1985 року. Зрештою після смерті Устинова роботи за ГТД-1100Ф згорнули та дозволили харківським заводам і КБ займатись дизельним двигуном 6ТД.

### ГТД-1250
З 1990 року на танки Т-80У встановлювали форсовані до 1250 к.с. двигуни ГТД-1250. Їх виробництво зупинилось у середині 1990-х через відсутність державних замовлень на техніку, внаслідок чого Калузький моторний завод суттєво деградував. Після появи Т-80БВМ у 2017 році завод знову почав отримувати замовлення, але виробництво залишилось поштучним.
З вересня 2023 року відомо про заяви щодо відновлення виробництва танків Т-80 з нуля, а також про плани щодо налагодження виробництва двигуна ГТД-1250 на Калузькому двигунобудівному заводі.

## Опис

### Будова
ГТД-1000Т —газотурбінний двигун (ГТД), тривальний з двокаскадним відцентровим компресором і регульованим сопловим апаратом силової турбіни. Камера згоряння протитечійна з 18 паливними форсунками. Система очищення повітря безкасетна, циклонна, з двома відцентровими вентиляторами: один для охолодження мастила та відсмоктування пилу з очисника повітря та один для обдування агрегатів моторно-трансмісійного відділення (МТВ). Система охолодження повітряна, з продуванням охолоджувального повітря через радіатори двигуна і трансмісії двома відцентровими вентиляторами.
Трансмісія на танку Т-80 механічна, з гідравлічною сервосистемою керування, що складається з двох бортових агрегатів, кожна з яких конструктивно поєднує бортову коробку передач і бортовий редуктор. Коробки передач планетарні з чотирма передачами переднього ходу та однією заднього ходу, з фрикційним увімкненням.

### Експлуатація
Основною маркою пального є авіагас РТ, резервними є авіагаси Т-1 і ТС-1, дизельне пальне Л, З та А та неетильований бензин А-72. Для змащування двигуна використовується мастило марки Б-3В (або резервні ІМП-10, 36/1 КУ-А), що перебуває в баку місткістю 28—30 літрів.

### Компонування
Двигун встановлюється до танка в складі моноблока, до якого також входять: масляний бак, очисник повітря, масляні радіатори двигуна й трансмісії, паливні фільтри, частина термодимової апаратури, паливний насос БНК-12ТД, компресор високого тиску АК-150С з автоматом керування двигуном, вентилятори системи охолодження і пиловидалення, масляну помпу трансмісії, генератор ГС-18МО і стартер ГС-12Т. Моноблок встановлюється поздовжньо, закріплюючись у трьох точках: на двох бугелях і на поздовжній опорі.

## Характеристики
|                                          | ГТД-1000Т                     | ГТД-1000ТФ                          |  |
| ---------------------------------------- | ----------------------------- | ----------------------------------- |  |
| Продуктивність                           |                               |                                     |  |
| Максимальна потужність                   | 1000 к.с. або 736 кВт         | 1100 к.с. або 820 кВт               |  |
| Поужність у танку                        | не менше 795 к.с. або 590 кВт | не менше 890 к.с. або 664 кВт       |  |
| Мінімальна ефективна витрата пального    | 240 г/к.с.·год.               | 270 г/к.с.·год.                     |  |
| Витрата пального на малому газу          | не більше 70 кг/год           | не більше 70 кг/год (50 на стоянці) |  |
| Витрата олії                             | не більше 0,5 л/год           | не більше 0,5 л/год                 |  |
| Максимальне число обертів вихідного валу | 3154 об/хв                    |                                     |  |
| Гарантійний час роботи                   | 500 год                       |                                     |  |
|                                          |                               |                                     |  |
| Габаритні показники двигуна (моноблока)  |                               |                                     |  |
| Довжина                                  | 1494 (1928) мм                | 1494 (1928) мм                      |  |
| Ширина                                   | 1042 (1492) мм                | 1042 (1492) мм                      |  |
| Висота                                   | 888 (935) мм                  | 888 (935) мм                        |  |
| Маса                                     | 1050 (1429) кг                | 1050 (1429) кг                      |  |

## Варіанти
- ГТД-1000Т — оригінальний двигун потужністю 1000 к.с. (746 кВт), встановлювався на Т-80 зразка 1976 року.
- ГТД-1000ТФ — форсований двигун потужністю 1100 к.с. (820 кВт), встановлювався на Т-80Б з 1980 року.[19]
- ГТД-1100Ф — дослідний двигун потужністю 1200—1250 к.с., виробництво якого мав опанувати харківський завод імені Малишева для Т-80У. Роботи згорнуто 1985 року на користь дизельного 6ТД-1.
- ГТД-1250 — форсований до 1250 к.с. (932 кВт) варіант, встановлювався на Т-80У з 1990 та Т-80БВМ з 2017.[11][12]